# Olivier Carreras
Pour les articles homonymes, voir Carreras.
Olivier Carreras est un acteur et un producteur français de films digitaux et documentaires né le 22 décembre 1969 à Boulogne-Billancourt (Hauts-de-Seine).

## Biographie
Olivier Carreras naît le 22 décembre 1969 d'un père assureur. Après un DESS de Droit de la Communication et d'Administration de l'Audiovisuel à l'université Paris-I Panthéon-Sorbonne,, Olivier Carreras commence sa carrière à M6 où il joue le rôle de Raphaël dans la série Classe mannequin. Il enchaîne avec Cœurs Caraïbes, le film Comme une bête,. Il apparaît aussi dans le clip Bye bye de Ménélik.
Il présente également Le Grand Zap, divertissement en acces prime time qui réunit les passionnés de cinéma, pub, télé, radio et de toute la culture populaire du divertissement, Les matins d'Olivier et Incognito.
Emmanuel Chain qui dirige C. Productions lui confie la présentation de deux prime times, notamment les émissions Mister Biz (magazine mensuel sur les coulisses du divertissement) puis Hors Stade (magazine d'informations sur les dessous du sport),,. Avec Cendrine Dominguez, il anime sur France 2 Fans que j'aime en 2002,.
En 2003, il devient rédacteur en chef et animateur du magazine Explosif sur RTL9,. Un passage par les bancs de l'université pour valider un DESS en communication audiovisuelle plus tard, le comédien crée sa maison de production baptisée Carré Productions.
Maison Carrée Productions produit des reportages et des documentaires notamment sur le monde du luxe (40x26' Les Coulisses des Palaces, 4x52' Portraits de Designers) pour l'émission Zone interdite, TV5, Paris Première et à l'international,,,,. Olivier Carreras apparaît également dans un numéro du Jour du Seigneur.